# 横浜清風高等学校
横浜清風高等学校（よこはませいふうこうとうがっこう）は、神奈川県横浜市保土ケ谷区岩井町にある私立高等学校。高野山真言宗系の宗教校。
もとは女子校であったが、2001年（平成13年）に一部共学、2005年（平成17年）に全共学となる。

## 沿革
- 1923年（大正12年） - 横浜家政女学校として開校
- 1927年（昭和2年） - 明倫高等女学校と改称
- 1948年（昭和23年） - 明倫高等学校となる
- 2001年（平成13年） - 現校名に改称、一部共学化
- 2003年（平成15年） - テレビドラマ『僕の生きる道』のロケ地に使用される。
- 2005年（平成17年） - 全面共学となる
- 2008年（平成20年） - 普通科社会福祉コースの募集を停止
- 2010年 （平成22年） - 校舎の老朽化から建て替え着手
- 2013年 （平成25年） - 校舎の建て替え完了
- 2023年 （令和5年） - 創立100周年を迎える

## 交通
- 保土ケ谷駅から徒歩8分
- 井土ヶ谷駅から徒歩15分

## 著名な出身者
- 藤山陽子 - 元女優
- アンチエイジ徳泉 - ものまね芸人
- 城下麗奈 - 元陸上競技選手
- 森芳泉 - 書家
- 青木祐奈 - フィギュアスケート選手
- 青柳佑芽（アイドル）
- 栗原信彦 - プロバスケットボール選手
- 尾形界龍 - プロバスケットボール選手

## 部活動
1.運動部
- 剣道部

- 硬式テニス部

- サッカー部

- ソフトテニス部

- ソフトボール部（女子のみ） - 高校総体1回出場

- 卓球部

- ダンス部

- 軟式野球部

- 男子バスケットボール部 - 共学化以来、男子バスケットボール部が県下の強豪になっている。

- 女子バスケットボール部 - 高校総体1回出場

- バドミントン部

- バトントワーリング部（女子のみ）

- バレーボール部（女子のみ）

- ハンドボール部

- 陸上競技部

- ワンダーフォーゲル部

2.文化部
- アニメーション部

- 演劇部

- 音楽部

- 茶道部

- 写真部

- 手芸部

- 吹奏楽部

- 生物部

- 箏曲部

- 調理部

- 美術部

- フォークソング部

3.同好会
- 囲碁将棋同好会

- 英語同好会

- クイズ研究同好会

- テーブルゲーム同好会

- 文芸同好会

- ボランティア同好会

- 歴史研究同好会

4.その他
- インターアクトクラブ